# Stadtlauringen
Stadtlauringen – gmina targowa w Niemczech, w kraju związkowym Bawaria, w rejencji Dolna Frankonia, w regionie Main-Rhön, w powiecie Schweinfurt. Leży w Grabfeldzie, około 10 km na północny zachód od Schweinfurtu, nad rzeką Lauer. Do 1818 miejscowość była miastem.

## Dzielnice
W skład gminy wchodzą następujące dzielnice: 
- Altenmünster
- Ballingshausen
- Birnfeld
- Fuchsstadt
- Mailes
- Oberlauringen
- Stadtlauringen
- Sulzdor
- Wettringen
- Wetzhausen

## Demografia
| Rok  | Liczba mieszk. |
| ---- | -------------- |
| 2003 | 4.490          |
| 2005 | 4.483          |